# Вольф Акерманн
Вольф Акерманн (нім. Wolf Ackermann; 8 березня 1921, Гайдек — 17 лютого 2006, Кронберг) — німецький офіцер-підводник, оберлейтенант-цур-зее крігсмаріне.

## Біографія
16 вересня 1939 року вступив на флот. З 4 листопада 1941 року — 2-й, з 29 листопада 1942 по 24 травня 1943 року — 1-й вахтовий офіцер на підводному човні U-509. З 1 червня по 11 липня 1943 року пройшов курс командира човна. З 2 вересня 1943 по 28 березня 1943 року — командир U-994, після чого був переданий в розпорядження 5-ї флотилії. З 12 липня 1944 року — кадровий офіцер, прапор-лейтенант і 2-й оперативний офіцер в штабі командувача-адмірала підводного флоту. 9 травня 1945 року взятий в полон британськими військами. 23 липня 1945 року звільнений.

## Звання
- Кандидат в офіцери (16 вересня 1939)
- Морський кадет (1 лютого 1940)
- Фенріх-цур-зее (1 липня 1940)
- Оберфенріх-цур-зее (1 липня 1941)
- Лейтенант-цур-зее (1 березня 1942)
- Оберлейтенант-цур-зее (1 жовтня 1943)

## Нагороди
- Нагрудний знак підводника (15 вересня 1942)
- Залізний хрест
  - 2-го класу (15 вересня 1942)
  - 1-го класу (12 травня 1943)
- Фронтова планка підводника в бронзі (16 вересня 1944)
- Хрест Воєнних заслуг 2-го класу з мечами (30 січня 1945)